# 足柄平野

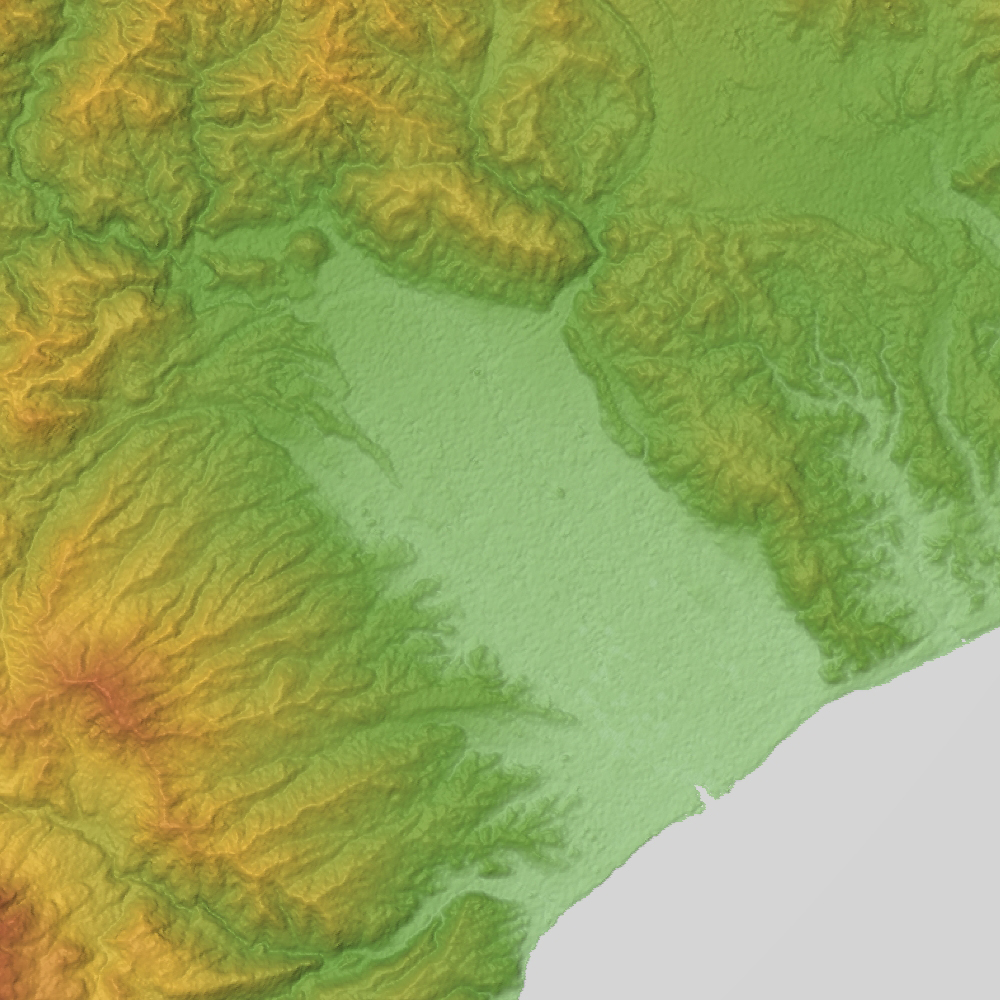
足柄平野の地形図

足柄平野の位置

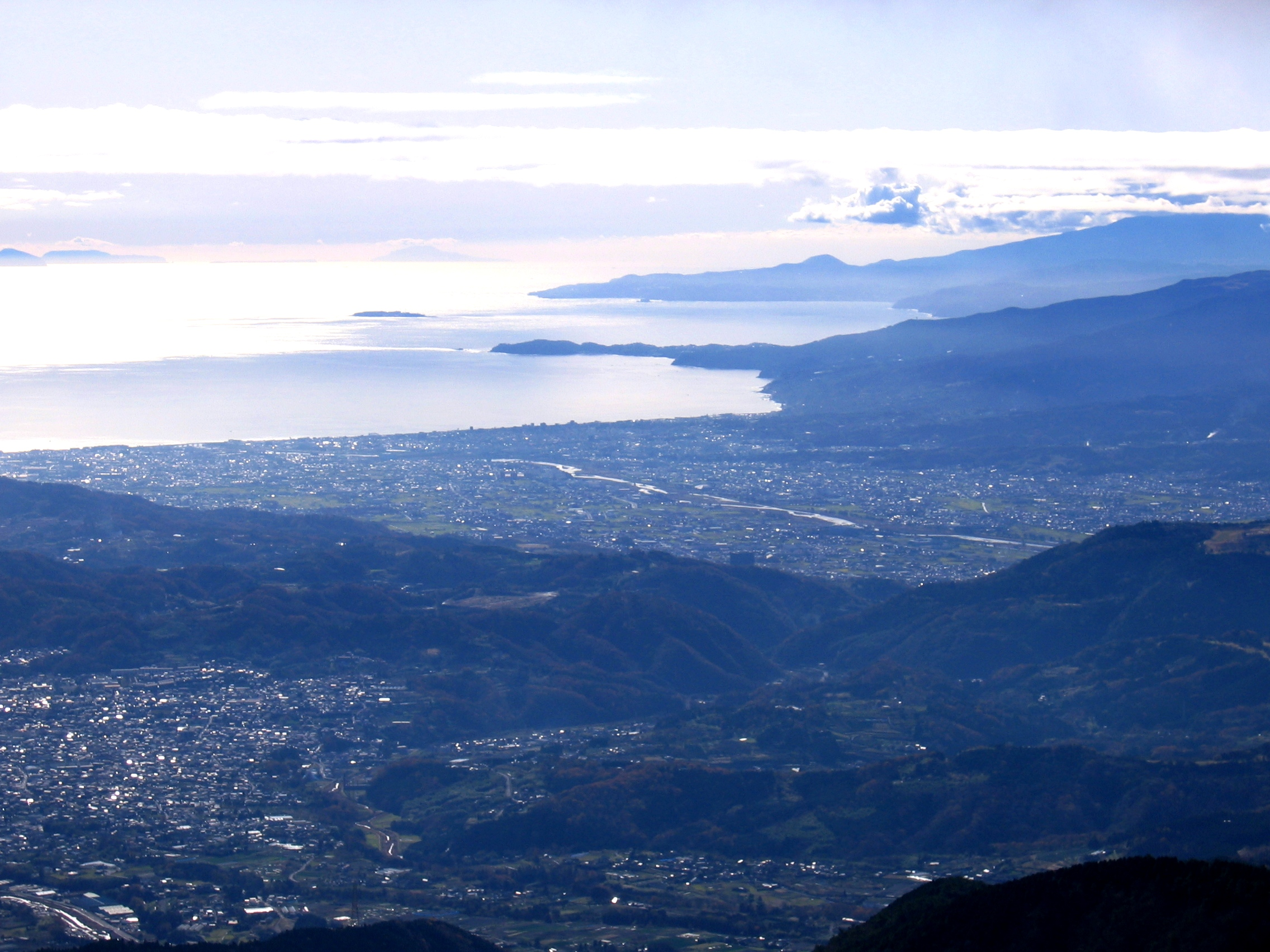
丹沢山地より見た足柄平野

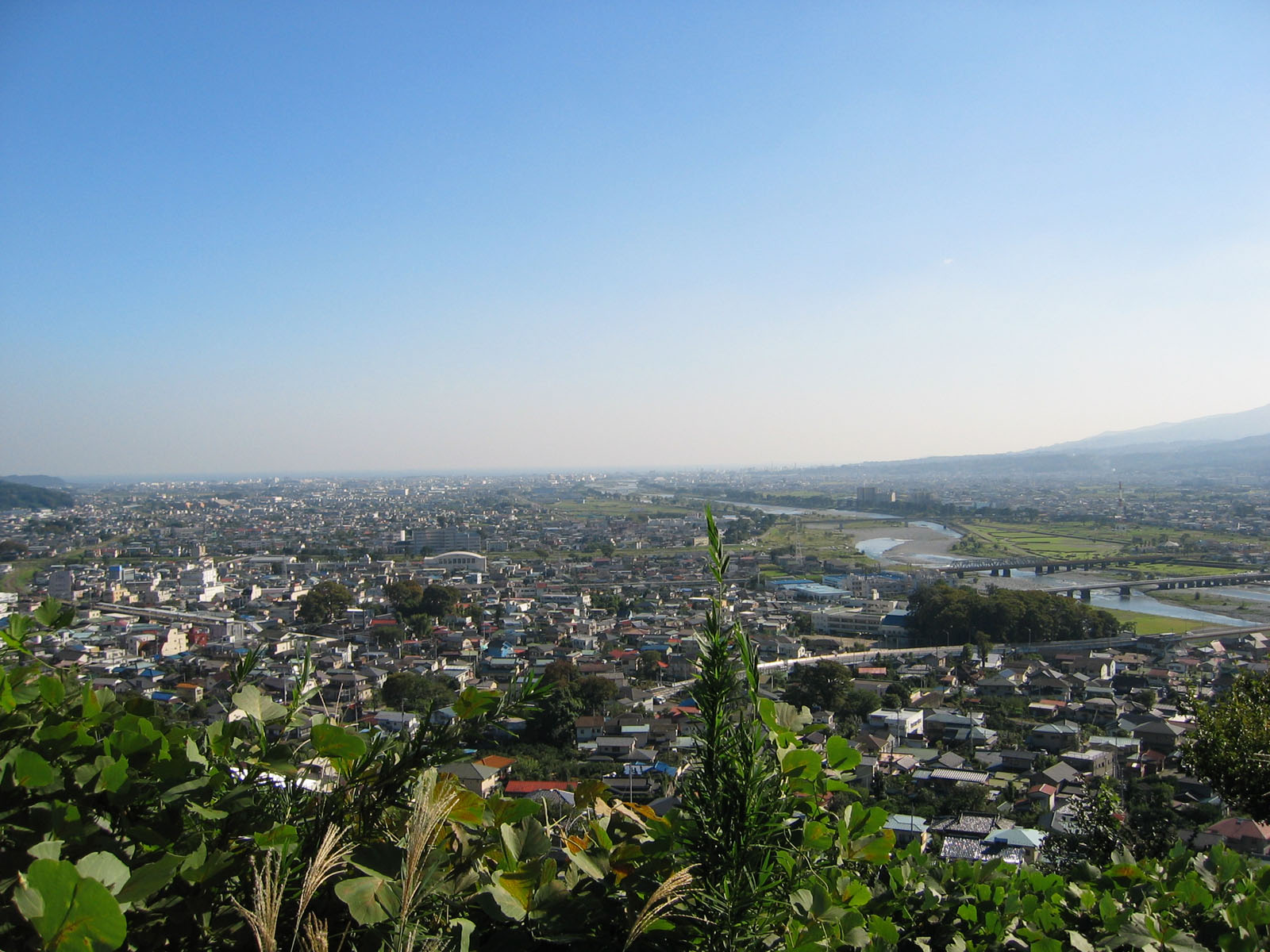
足柄平野

足柄平野（あしがらへいや）は、神奈川県南西部に位置する平野である。関東平野の一部である。酒匂川低地とも呼ばれている。

## 地理
周辺を北は丹沢山地、東は大磯丘陵、西は箱根外輪山の山々が囲み、南は相模湾に面している。最北部に当たる扇頂部からは丹沢山地から流れてきた酒匂川が平野に入り込み、東に流れた後、松田町辺りで大きくカーブを描いて北から南へと貫くように流れている。そして南部には河口が存在し相模湾に注いでいる。西には酒匂川支流である狩川も流れ、平野の中央やや南寄りの地点で酒匂川と合流している。気候は温暖であるが、比較的狭い平野である。
平野の分類としては、これは典型的な沖積平野であり、酒匂川が平野の形成に大きく寄与している。西部においては狩川も平野の形成に寄与している。酒匂川が運ぶ土砂が長きに渡って堆積しており、それによって特に南部には鴨宮段丘（台地）が存在している。他に各地に自然堤防も点在している。とはいえ、平野全体で見ると、とてもなだらかで起伏が少ない地形である。
水が非常に豊富であり、井戸が各地に多数存在している。1世帯に井戸1つずつ所有しているような地区も珍しくない。市町の水道も平野に井戸を掘ればある程度の水量が得られるため、川の取水と並んで井戸の地下水も水道の水源として利用されている。逆に言えば地下開発をしようとすると水が湧き出てしまうため、地下水対策工事を実施しなければ、まともに地下開発出来ない土地でもある。

## 産業
肥沃で水が豊富なことから、昔は平野のほとんどを水田が占め、稲作が盛んであった。現在においても農業においては稲作が中心であるが、梅などの栽培も行われている。しかし、戦後からは徐々に南部を中心に工業地域が広がっていき、相対的に水田は住宅地化も相まって、減少が続いている。平野内の主な工業は、写真フィルム・記録メディア・バッテリー・化学製品・薬品・食品（ビール・農水産物加工）などと多岐に渡る。これは首都東京への交通の便が比較的良いことが主な理由であるが、豊富で良質な水が操業上必要不可欠で、それを求めて進出した企業もある。

## 交通
道路交通においては、最北部には国道246号や東名高速道路があり、大井松田インターチェンジは足柄平野の玄関口とも言える存在である。南部には小田原厚木道路、最南部には西湘バイパスや国道1号が海岸に沿うように横断している。そして東部には国道255号が南北に縦断している。鉄道においては、東海道新幹線、東海道本線、そして小田急小田原線と利用者の多い路線が平野を貫き、小田原駅にて県西地区一の一大ターミナルを形成している。つまり鉄道における足柄平野の玄関口は小田原駅ということである。道路・鉄道共に大動脈と呼べる路線が多数存在していることから、交通の便においては不便を強いられることはほとんど無い。古代においても、矢倉沢往還や東海道が平野を貫くように京都などの主要都市に続いており、交通の要衝であった。

## 災害
酒匂川によって形成された沖積平野であるため、他の沖積平野の例に漏れず水害が絶えなかった。江戸時代の文献においても大水（洪水）に関する記述が多く見られる。特に宝永4年（1707年）の富士山宝永大噴火の際は、火山灰が足柄平野一帯に降り積もった末に酒匂川に流れ込み、以降の酒匂川は降雨のたびに火山泥流を発生させ、耕地を荒廃させる暴れ川と化した。長い間、足柄平野における災害対策事業と言えば治水事業が主で、多くの堤防が築かれては決壊の繰り返しであったが、酒匂川上流域の丹沢山地内に三保ダムが建設されてのち、これといった水害には見舞われていない。一方で大磯丘陵との境あたりには国府津－松田断層が南北に延びており、今日最大の脅威は地震であると言える。

## 足柄平野に所在する市町村
- 小田原市
- 南足柄市
- 松田町
- 山北町
- 大井町
- 開成町